# José Juncosa
José Juncosa Bellmunt, conocido futbolísticamente como Juncosa, fue un futbolista español. Nació en Borjas Blancas (Lérida) el 2 de febrero de 1922. Jugó como delantero (extremo derecho), fue internacional con España en dos ocasiones y ganó dos Ligas, ambas con el Atlético de Madrid. Falleció en Reus (Tarragona), el 31 de octubre de 2003.

## Trayectoria
Juncosa inició su carrera como profesional en el CF Reus, en la temporada 1941/42. De allí daría el salto, el año siguiente, al Real Club Deportivo Español, club en el que militaría dos temporadas para pasar en 1944 al Atlético de Madrid, club en el que permanecería once años, hasta su retirada en 1955.
Como jugador del Atlético de Madrid formaría parte de dos de sus más conocidas formaciones de ataque. La llamada Delantera de Seda (1947/48: Juncosa, Vidal, Silva, Campos y Escudero) y la llamada Delantera de Cristal (1950/51 y 1951/52: Juncosa, Ben Barek, Pérez-Payá, Carlsson y Escudero).
Con el Atlético de Madrid ganaría dos títulos de Liga (1949/50 y 1950/51) y una Copa Eva Duarte (1951).

## Selección nacional
Juncosa jugó en dos ocasiones con la Selección de fútbol de España. Su debut como internacional fue el 30 de mayo de 1948 en Barcelona, en un partido ante la República de Irlanda, que ganarían los españoles por dos goles a uno.
Su segunda y última aparición tendría lugar en el transcurso del Mundial de Brasil en 1950, cuando formó parte del equipo que cayó derrotado ante Suecia por tres goles a uno el 16 de julio de 1950 en São Paulo.

## Clubes
- Borjas Blancas
- CF Reus (1941-1942)
- Real Club Deportivo Español (1942-1944 (44 partidos, 34 goles)[4]
- Atlético de Madrid (1944-1955) (188 partidos, 80 goles)[4]

## Títulos
- 2 Ligas (Atlético de Madrid, temporadas 1949/50 y 1950/51)
- 1 Copa Eva Duarte (Atlético de Madrid, 1951)